# Die Stadt Zero
Die Stadt Zero (Originaltitel: russisch Город Зеро, Gorod Sero) ist ein sowjetisches Filmdrama von Karen Schachnasarow aus dem Jahr 1988.

## Handlung
Alexei Warakin, Ingenieur eines Maschinenbauwerks aus Moskau, kommt auf Geschäftsreise in eine Provinzstadt, um die technischen Details zur Änderung der Konstruktion von Klimaanlagen zu vereinbaren, die das örtliche Maschinenbauwerk seit fünfzehn Jahren an sein Unternehmen liefert.
Die Absurditäten beginnen bereits am Eingang der Anlage, wo es keinen Passierschein gibt, den er erst vor einer halben Stunde bestellt hat. Die Sekretärin des Fabrikdirektors arbeitet völlig nackt, aber darauf achtet niemand. Der Direktor weiß nicht, dass der Chefingenieur der Anlage vor acht Monaten bei einem Unfall ums Leben kam.
Im Restaurant bestellt Warakin ein Sammelsurium, Steak und eine Flasche Mineralwasser. Der Kellner bietet als Geschenk des Küchenchefs dringend ein Dessert an – eine Torte in Form eines Varakin-Kopfes. Trotz der Warnung, dass der Koch Anstoß nehmen und Selbstmord begehen könnte, lehnt Warakin das Leckerli entrüstet ab und will gehen, doch ein Schuss rasselt und der Koch mit einem Revolver in der Hand und einer Kugel im Herzen fällt tot zu Boden.
Warakin versucht so schnell wie möglich aus der fremden Stadt herauszukommen. Am Fahrkartenschalter des Bahnhofs wird ihm jedoch mitgeteilt, dass es keine Fahrkarten gibt. Anstelle des Bahnhofs Perebrodino bringt der Taxifahrer Warakin nach Perebrodovo – die Wildnis, in der sich aus irgendeinem Grund das örtliche Heimatmuseum befindet. Der Kurator des Museums schlägt vor, auf das Auto zu warten, aber jetzt sehen sie sich die Ausstellung an. Und er zeigt eine Sammlung ausgefallener Exponate, die der ortsansässige Kaufmann Butov, ein leidenschaftlicher Liebhaber der Archäologie, in der Nähe gefunden hat: den Sarkophag von Dardan, die Überreste der Kohorte der XIV vor seiner Horde die Pistole von Pjotr Urussow, aus der er laut Vormund den Falschen Falscher Dmitri II erschoss, dessen Kopf genau dort ausgestellt ist.
Es folgen die Wachsfiguren: die ersten Interpreten des Rock and Roll in dieser Stadt; Prinz Wladimir; Sozialrevolutionärer Azef; Mönch Julian – Botschafter und Geheimdienstoffizier des ungarischen Königs Bela IV. in Russland; Papa Makhno mit Adjutant Gavryusha; Zinovia Peshkov, als er französischer Botschafter in China war; lokaler Dichter Wassili Tschugunow; der Kopf des Gulag-Genossen Berman; Architekt Akademiker Ivan Fomin; der junge Stalin, der aus dem Exil geflohen ist und auf eine „helle Zukunft“ anstößt. Die Exkursion endet mit der Ausstellung des Bildhauers Troitsky „Dreams“, wo einerseits das multinationale sowjetische Volk dargestellt wird, darunter Produktionsschlagzeuger, Sportler und Typen, und andererseits Rockmusiker, Menschen in Form der "Spartak "Club, Mädchen in Miniröcken, Mitglieder der Gesellschaft „Memory“, Krieger-Internationalisten, Hippies und Rocker.
Warakin macht eine Nacht bei einem örtlichen Elektriker, dessen kleiner Sohn Mischa dem Gast mitteilt, dass er diese Stadt niemals verlassen wird, er nennt seinen Nachnamen, Vornamen, Vatersnamen, Geburtsjahr und Todesjahr sowie die Namen seiner vier Töchter, für die auf dem örtlichen Friedhof ein Grabmal errichtet wird. Anna erscheint, eine lokale Autofahrerin, die versucht, Warakin in roten Zhiguli-Wagen zum Bahnhof Perebrodino zu bringen, wo zwei Moskauer Züge halten, aber ihr Passagier wird von einer schwarzen Wolga mit Polizisten abgefangen.
Der Ermittler zeigt Warakin ein Foto, das im Besitz des verstorbenen Kochs gefunden wurde, mit einer Unterschrift, die bezeugt, dass der Koch Nikolaev Varakins Vater ist und dass Aleksey mit bürgerlichem Namen Makhmud heißt. Varakin wurde eine Nichtausreise erteilt, doch der Ermittler lässt ihm die Möglichkeit, gegen diese Entscheidung bei der Staatsanwaltschaft Berufung einzulegen. Varakin hält den Vorfall weiterhin für ein Missverständnis. Der örtliche Staatsanwalt lädt Varakin zu sich ein und gesteht ihm seinen heimlichen Wunsch, ein verzweifeltes, unmotiviertes Verbrechen zu begehen, „etwas Verrücktes, das niemand von Ihnen erwartet“. Er legt auch seine Version des Geschehens dar, wonach es sich bei der Tragödie im Restaurant nicht um einen Selbstmord, sondern um einen geplanten Mord handelt. Der Jazz, der an diesem Abend plötzlich zu spielen begann, sollte Varakins Aufmerksamkeit von der Aufnahme ablenken. Der Staatsanwalt spricht über die Ernsthaftigkeit des Falles und skizziert die Philosophie der Stärkung des russischen Staates „seit der Zeit der tatarisch-mongolischen Invasion“. Der Staat nimmt die Individualität und gibt im Gegenzug Anteil an Größe, Stärke und Unsterblichkeit. Allerdings, so der Staatsanwalt, werden die modernen Sowjetmenschen von „westlichen Ideen“ verführt, die die russische Staatlichkeit bedrohen, aber dennoch „führten alle unsere Revolutionen letztlich nicht zur Zerstörung, sondern zur Stärkung und Stärkung des Staates, und so sei es immer“. Der Staatsanwalt ist überzeugt, dass der auf den ersten Blick völlig unbedeutende Fall Nikolajew eine äußerst tiefe Bedeutung hat, die Interessen des Staates betrifft, daher sollte Warakin niemals gehen.
Was von Warakin als Absurdität und völlige Absurdität für die Stadtbewohner wahrgenommen wird, ist offenbar Routine. Varakin ist zunächst erstaunt über das, was passiert und versucht, irgendwie mit der Kette irrationaler Ereignisse umzugehen, die ihm widerfahren, aber nach und nach findet er sich mit den Umständen ab, passt sich ihnen an und beginnt auch, den irrationalen Lauf der Dinge zu nehmen selbstverständlich. Er hat nichts mehr dagegen, dass er Mahmud ist, der Sohn des verstorbenen Kochs Nikolajew.
Anna bittet, mit ihr in die Datscha zum Dichter Tschugunow zu gehen. Er erzählt Warakin, dass der Koch Nikolajew der allererste „Rock’n’Roll-Interpret“ in der Stadt war, bei einem Jugendabend im Schdanow-Kulturpalast am 18. des Komsomol, wurde später Staatsanwalt. Tschugunow lädt Varakin zur Eröffnung des Nikolajew Rock and Roll Fans Club ein, wo sich die Elite dieser Stadt wiederfindet. Tscugunow erklärt bei der Eröffnung, dies sei ein „Sieg der Demokratie“. Das Tanzen beginnt. Der Staatsanwalt versucht, sich vor allen Anwesenden zu erschießen, doch die Waffe schlägt mehrmals aus.
Nikolajews ehemaliger Partner im Rock-’n’-Roll-Dance kommt in Warakins Zimmer. Mit Hilfe ihres Sohnes spricht sie über ihr schwieriges Schicksal, wie sie aus dem Komsomol und der medizinischen Fakultät ausgewiesen wurde, wonach sie versuchte, sich mit Essig zu vergiften, aber nur ihre Stimme verlor. Dann kommen Tschugunow und der Staatsanwalt. Dann noch ein paar Leute. Das Unternehmen zieht in die Natur in die „Eiche der Macht von Dmitri Donskoi“. Der Staatsanwalt rät Warakin unerwartet zu laufen, und er rennt, findet im Nebel ein Boot und segelt, vom Ufer abstoßend, darauf zur Rute, wo das Boot die Strömung aufnimmt.

## Produktion
Der Film kam am 22. Februar 1990 erstmals im 2. Programm des Fernsehens der DDR.

## Kritik
Der film-dienst stellte fest: „Beißend-groteske Parabel auf einen Zustand von Stagnation, Selbstzufriedenheit und Stillstand in der sowjetischen Gesellschaft, die noch nicht bereit ist, dem Alten abzuschwören und sich der Zukunft zu stellen.“